# Shine a Light
Shine a Light – utwór zespołu The Rolling Stones, który znalazł się na albumie Exile on Main St. Piosenka napisana została przez Micka Jaggera i Keitha Richardsa.

## Geneza utworu
Duet Jagger/Richards napisali „Shine a Light” w marcu 1968 roku, jednak wówczas piosenka nosiła tytuł „(Can’t Seem To) Get A Line On You”. Wtedy też została ona zarejestrowana, a także rok później w marcu 1969 roku, gdy Brian Jones był jeszcze członkiem zespołu. Utwór „Get A Line On You” dotyczył postępującego uzależnienia Jonesa od narkotyków. Po jego śmierci utwór nagrano ponownie w roku 1970, dwa lata później wydano, zmieniając nazwę na „Shine a Light”.